# Det store varpet
Det store varpet är en norsk svartvit dramafilm från 1960 i regi av Nils R. Müller. I rollerna ses bland andra Per Christensen, Finn Bernhoft och Jack Fjeldstad.

## Handling
Bröderna Jon och Ola från Ålesund är fiskare och goda vänner. De är båda förälskade i hushållerskans dotter, Birgit. Detta leder till splittring och konkurrens mellan bröderna, i stället för samarbete som tidigare varit ledordet.

## Rollista
- Per Christensen – Ola Kongshaug, notbas
- Jack Fjeldstad – Jon Kongshaug, skeppare, Olas halvbror
- Alfred Maurstad – Elias Kongshaug, redare, Olas och Jons far
- Finn Bernhoft – Koren, husläkare
- Anja Breien – sekreteraren
- Egil Lorck – Pedersen, förman
- Ragnhild Michelsen – Margit Brekke, hushållerska
- Bjarne Skarbøvik  – chaufför
- Tor Stokke – Sigurd Haugen, Birgits fästman
- Rolf Søder – Benna Syltevaag, en notbas
- Bjørg Vatle – Birgit Brekke, Margit Brekkes dotter
- Kåre Wicklund – Simon Vikane
- Ottar Wicklund – Peder Bakken

## Om filmen
Det store varpet producerades av NRM-Film AS. Den regisserades av Nils R. Müller som även skrev manus tillsammans med Odd Berset. Fotograf var Ragnar Sørensen och filmen klipptes av Olav Engebretsen. Musiken komponerades av Bjørn Woll.
Filmen hade premiär den 26 december 1960 i Norge. I juli 1961 visades den på Moskvas internationella filmfestival.